# Кингстон (клапан)

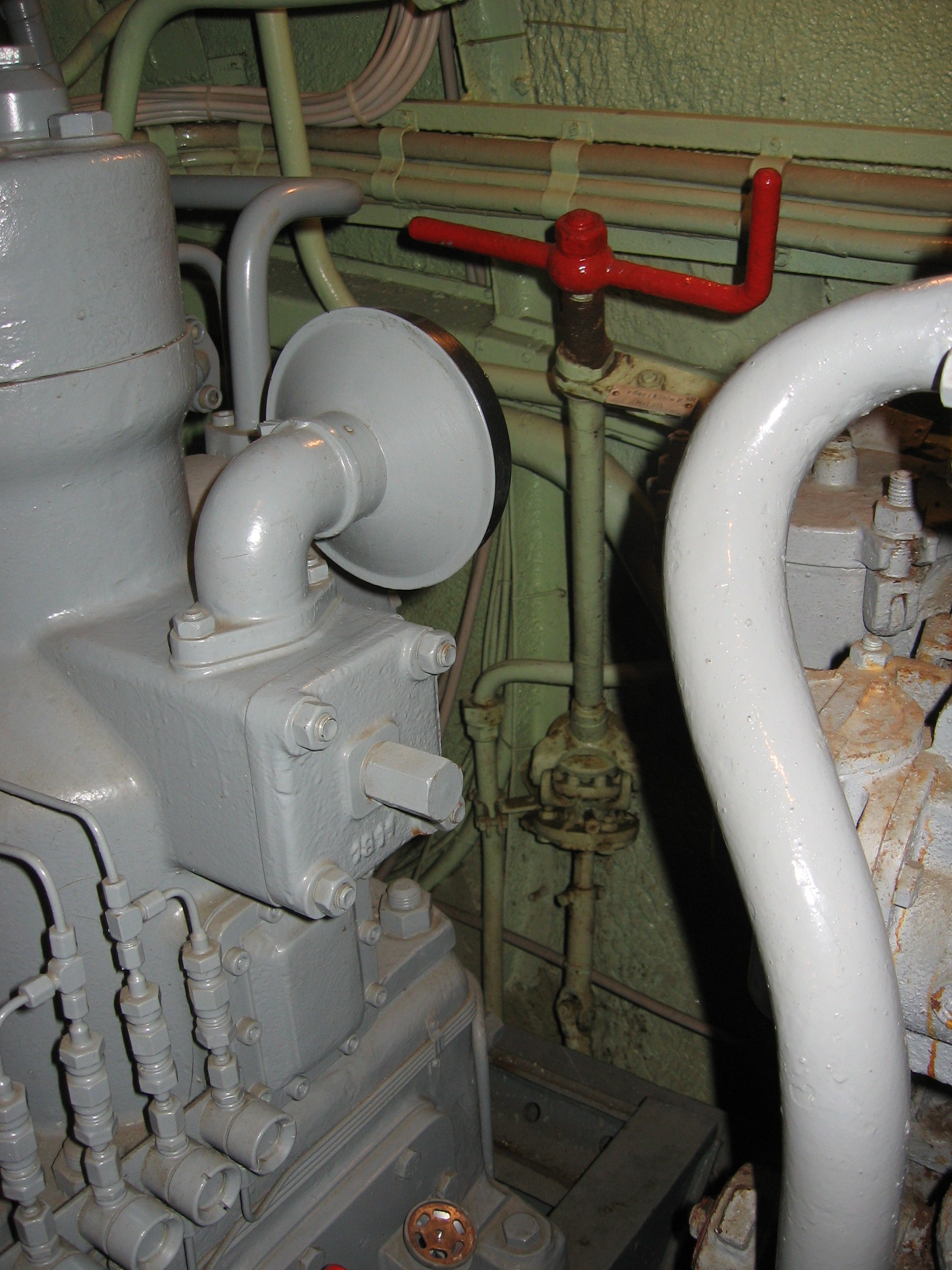
Ручной привод кингстона (красный); ПЛ U-2540 «Вильгельм Бауэр» типа XXI

Кингсто́н — задвижка или клапан, перекрывающий доступ в корабельную (судовую) систему, сообщающуюся с забортной водой. Расположен в подводной части корабля (судна). Используются для приёма забортной воды или откачки жидкости за борт. Возможны разные конструкции клапана.
Фраза «открыть кингстоны» часто используются как синоним намеренного затопления надводного судна.

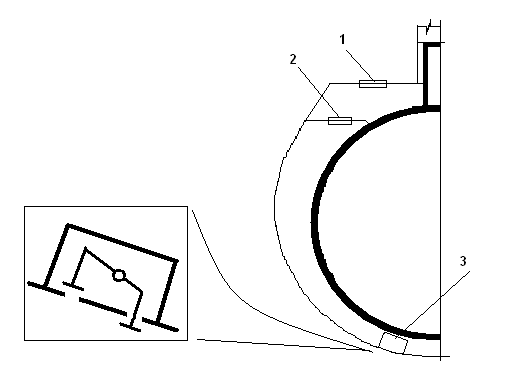
Принципиальная схема кингстона ПЛ, в кингстонной выгородке (3)

В подводных лодках (ПЛ) термин кингстон используется для обозначения клапана в балластных цистернах, является частью системы погружения и всплытия. В цистернах главного балласта он используется при приёме воды при погружении и удаления её из цистерн («продувки») при всплытии; во вспомогательных цистернах — для дифферентовки.
Типичная конструкция кингстона ПЛ — парный тарельчатый клапан коромыслового типа. Такая конструкция обеспечивает одинаковые усилия открытия/закрытия, независимо от противодавления. Устанавливается в кингстонной выгородке, для предохранения от деформаций, возникающих от динамических нагрузок на корпус (при покладке на грунт, плавании в штормовую погоду, и т. д.) Управляется дистанционно с помощью механического привода (гидравлического, пневматического или ручного).
Клапан назван в честь Джона Кингстона (1786–1847), английского инженера.